# 希望音楽会
希望音楽会（きぼうおんがくかい）は、TBCラジオで放送されている音楽番組。1952年5月放送開始。現在は同局平日午前の生ワイド番組『en∞Voyage』内の１コーナーとして放送されている。

## パーソナリティ
- 大久保悠（2023年10月2日 - ） - 収録放送
  - 2024年7月17日からは『en∞Voyage』の水曜日を兼任。
    - 以前は『en∞Voyage』の各曜日パーソナリティが生放送でそのまま担当していた。

## 放送時間
- 毎週月曜～金曜 10:00～10:20（基本時間）

## 概要
- リスナーからの電話、FAX、Eメール、はがきによりリクエストに答える音楽番組である。

## 歴史
東北放送開局当時からの長寿番組である。一時期は単独の番組として放送していた。

## その他
- 隣接エリアである福島県のラジオ福島にも『昼の希望音楽会』というタイトル・内容の類似した番組が存在するが特につながりはない。